# Simon Rieckhoff
Simon Rieckhoff (28 giugno 1999) è un tuffatore svizzero.

## Biografia
Agli europei di nuoto di Glasgow 2018, con il compagno di nazionale Guillaume Dutoit, è arrivato settimo nel concorso dei tuffi dal trampolino 3 m sincro.